# Conferenza di Rapallo

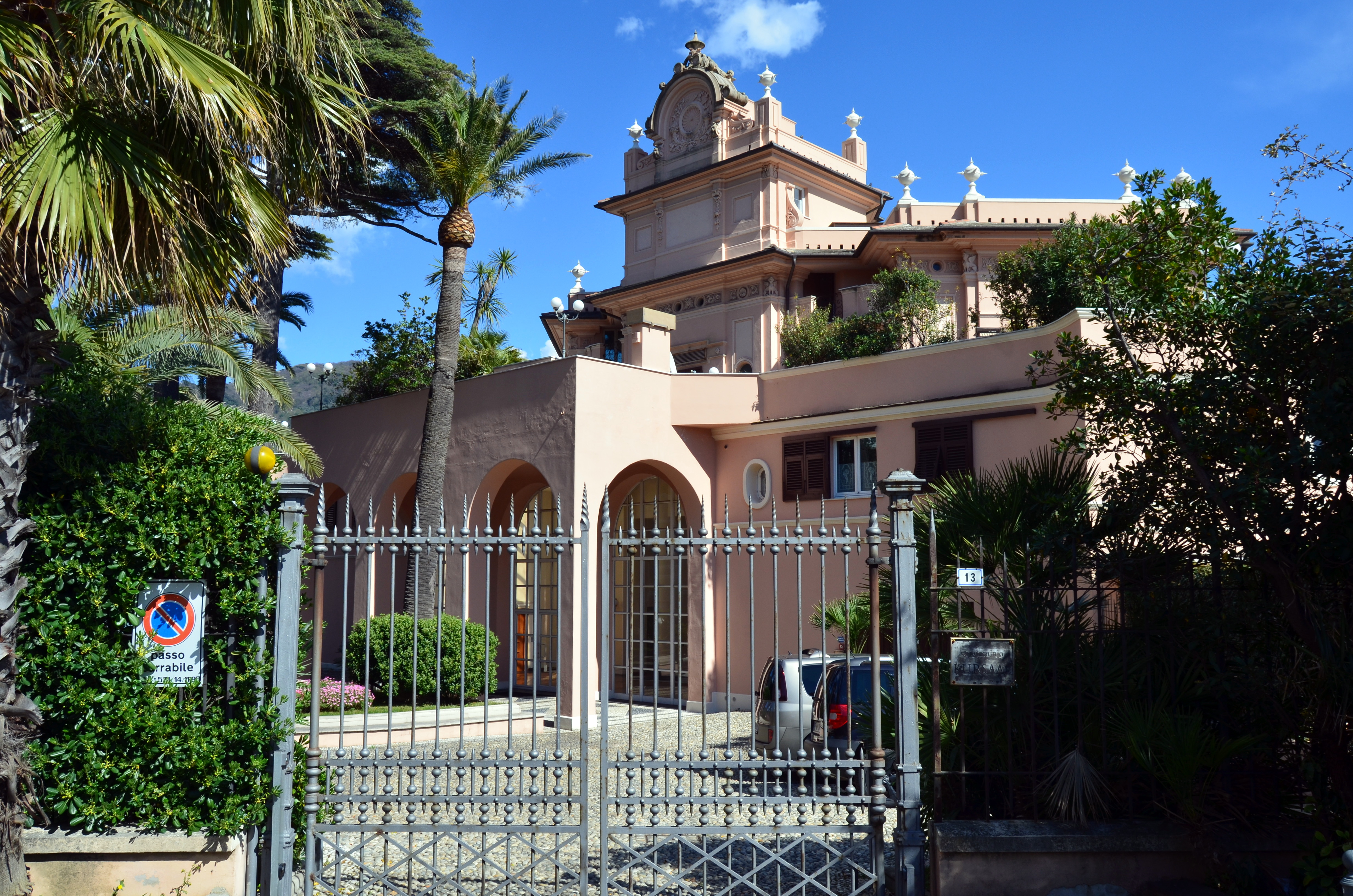
Il Kursaal New Casino, sede della conferenza

La conferenza di Rapallo tra gli Alleati della prima guerra mondiale si tenne nell'omonima cittadina ligure, nelle sale del Kursaal New Casino, gestito dalla società Celle' & Fumo, il 6 e il 7 novembre 1917, a seguito della sconfitta italiana nella battaglia di Caporetto della prima guerra mondiale.

## I partecipanti
Alla conferenza di Rapallo furono presenti i tre paesi Alleati: Italia, Francia e Regno Unito. Per la delegazione italiana parteciparono il presidente del Consiglio Vittorio Emanuele Orlando, il ministro degli affari esteri Sidney Sonnino, il generale Vittorio Alfieri, il sottocapo di stato maggiore Carlo Porro, l'onorevole Leonida Bissolati e il segretario Luigi Aldrovandi Marescotti.
La rappresentanza francese fu invece composta dal presidente del Consiglio Paul Painlevé, il ministro di Stato Henry Franklin-Bouillon, l'ambasciatore in Italia Camille Barrère, il Chef de bataillon dello stato maggiore Jacques Helbronner e i generali Ferdinand Foch, Maxime Weygand e De Gondrecourt.
Per il Regno Unito furono presenti il premier Lloyd George, Maurice Hankey e i generali Jan Smuts, William Robertson e Henry Maitland Wilson.

## Resoconto

### 6 novembre
Mattino
Alle 10:15 il convegno ha inizio: Orlando commenta la situazione italiana dopo la battaglia di Caporetto, affermando che il Regio Esercito si trova a dover combattere contro tutto l'esercito austriaco, aumentato da 300 000 soldati tedeschi scelti, e dichiara che la situazione è grave, ma riparabile; Orlando ritiene che siano indispensabili degli aiuti temporanei da parte degli Alleati per poter riorganizzare i 300 000 uomini che compongono la seconda delle quattro armate italiane, sbandata nel corso della ritirata; al tempo stesso, ritiene necessario tenere la linea del Piave, respingendo eventuali attacchi dal Trentino; da questo dipenderà la conservazione dell'efficienza militare dell'Italia; secondo Orlando, questi aiuti dovrebbero corrispondere a non meno di quindici divisioni.
Lloyd George risponde che è nell'interesse comune degli Alleati sostenere l'Italia in questo momento difficile, prestandole gli aiuti necessari. La Francia manderà quattro delle sue migliori divisioni e l'Inghilterra, oltre ad averne già due in viaggio, ne invierà altre due, per un totale di otto. Subito dopo, però, aggiunge che gli Alleati invieranno questi soldati solo se saranno sicuri che in Italia saranno effettivamente utilizzati; Lloyd George, infatti, sostiene che, da indagini fatte, il Comando italiano non sia tale da poter ricevere dei rinforzi, a meno che non venga cambiato; le critiche non vanno mosse all'esercito, di cui riconosce il coraggio, ma ai comandanti, tutti incapaci con l'eccezione del Duca d'Aosta, eroico comandante della III Armata. Painlevé, concordando con Lloyd George, insiste sull'impellente necessità di risolvere i problemi del Comando italiano.
Orlando, dopo aver ringraziato entrambi per le loro amichevoli dichiarazioni, conferma che il governo ha già considerato necessaria la riorganizzazione dello Stato Maggiore e concorda sul bisogno di svolgerla rapidamente. Smuts, a questo punto, dopo aver sottolineato il bisogno di procedere immediatamente alla riorganizzazione della II Armata, comincia a sindacare sul numero di divisioni richiesto da Orlando, quindici, sostenendo che otto, composte da truppe scelte, sarebbero sufficienti, vista anche la facilità della difesa del Piave e il fatto che il Trentino sarà impraticabile, dato che tra poco tempo si coprirà di neve. Sonnino insiste sulla richiesta di quindici divisioni, sottolineando che l'esercito italiano non ha riserve e che non può mandare le nuove reclute in prima linea.
Barrère afferma che il numero di divisioni va trattato coi militari e Lloyd George, dopo essersi felicitato di quanto riferito da Orlando sulla situazione dello Stato Maggiore, ribadisce che l'invio di rinforzi avverrà solo dopo la sostituzione di Cadorna e Porro, sottolineando che si tratta di una condizione sine qua non. Franklin-Bouillon, alla fine, propone di sospendere l'assemblea per il pranzo.
Pomeriggio
Alle 14:45 il convegno riprende: Lloyd George chiede ai ministri italiani cosa hanno deciso riguardo alla sostituzione dei comandanti e Orlando risponde che, visto che si proporrà un consiglio di guerra interalleato, si è pensato di mandarvi il generale Cadorna, mentre oggi verrà scelto un suo sostituto come capo di Stato Maggiore. Ottenuta la certezza della sostituzione, Lloyd George introduce la questione del numero e dell'uso delle truppe che verranno inviate dagli Alleati in Italia e fa entrare i generali (Alfieri e Porro; Robertson e Wilson; Foch, Weygand e De Gondrecourt).
Smuts chiede a Robertson e Foch un parere sul numero di divisioni richiesto da Orlando. Robertson sostiene di non sapere da dove sia stato ricavato il numero di quindici divisioni, affermando che secondo lui otto sono ampiamente sufficienti e che verrà mandato uno dei migliori generali inglesi sul posto per verificare se non ne servano di più; Lloyd George ribadisce questo concetto e Robertson, riprendendo la parola, afferma che, anche se le altre sette divisioni fossero necessarie, non arriverebbero in tempo a causa delle ferrovie. Orlando chiede se sarà il generale inviato a decidere sull'ammontare dell'ulteriore concorso britannico e Robertson risponde che sarà il gabinetto di guerra britannico a decidere, basandosi sull'opinione di quest'ultimo. A questo punto Sonnino replica che l'attesa del generale provocherà un grande ritardo, ma Robertson replica che questi verrà subito, senza aspettare che siano giunte le quattro divisioni britanniche.
Lloyd George chiede l'opinione del generale Porro, che risponde enumerando i battaglioni italiani schierati sul fronte e, subito dopo, quelli austro-tedeschi; la conclusione finale è che ci sono 318 di questi ultimi in Trentino e 493 sul Piave, contro i soli 377 italiani totali. Lloyd George chiede il numero delle divisioni tedesche schierate in Italia e Franklin-Bouillon gli risponde che, secondo quanto appena detto da Porro, sono comprese tra le 21 e le 24; Robertson obietta però che, secondo rapporti pervenutigli quello stesso giorno, non ce ne sono più di 6 identificate. A questo punto Lloyd George sottolinea il grande divario tra le stime dei due generali, ma Sonnino sottolinea il termine identificate; allora Wilson chiede l'opinione di Foch, che si concentra invece sul numero di battaglioni nemici che Porro aveva stimato esserci nelle Alpi Giulie il 24 ottobre: visto che le divisioni austro-tedesche comprendono ognuna 9 battaglioni, Foch chiede come si giunga al numero di 611, citato da Porro, mentre secondo lui il conto sarebbe di 486 (basandosi sul numero di 54 divisioni nemiche, dato da Porro stesso); Porro risponde che ci sono battaglioni fuori dalle divisioni, ma Foch ritiene che non ce ne possano essere ben 125; infine, Foch afferma che, dopo il 24 ottobre, non si hanno più informazioni sul numero di divisioni tedesche presenti, che a quella data erano probabilmente 9. Llody George chiede a Foch se le divisioni tedesche possano essere aumentate da 9 a 21 o 24 in due settimane, e Foch risponde di crederlo molto difficile, ma Porro afferma che, secondo lui, in Trentino ci sono già 3 divisioni tedesche che non hanno ancora combattuto.
Robertson, riportando la conferenza sul suo argomento principale, afferma nuovamente che, anche volendo, le divisioni che l'Italia chiede in più non potrebbero comunque giungere in Italia in tempo debito a causa delle ferrovie. Su richiesta di Sonnino, Robertson afferma che il 16 novembre giungeranno in Italia solo 6 delle 8 divisioni stabilite, mentre le munizioni e gli equipaggiamenti arriveranno dopo il 20 e le altre due divisioni partiranno dalla Francia il 9. A questo punto Orlando soggiunge che, anche coi numeri di Foch, gli austro-tedeschi restano comunque in netta superiorità, ma Robertson afferma che si raggiungerebbe la parità con le 8 divisioni anglo-francesi; alla replica di Sonnino, che sostiene che i nemici potrebbero ricevere dei rinforzi tedeschi, Foch replica che i numeri non sono l'unico fattore da tenere in considerazione, visto che, restando in difesa, si può resistere anche in inferiorità numerica, come i francesi sull'Yser e a Verdun. Porro concorda con la visione di Foch, sottolineando che gli italiani intendono tenere il Piave ma, su suggerimento di Sonnino, dichiara che c'è un punto debole: la zona dirimpetto al Montello, infatti, potrebbe essere esposta ai colpi di un'eventuale artiglieria posta su quest'ultimo, ma, d'altro canto, i nemici ci metteranno tempo a costruirvi delle strade e, inoltre, l'inverno è prossimo; il punto debole principale, secondo Porro, è il Trentino, specialmente la valle dell'Adige e l'altopiano di Asiago, che sarà debole fino a quando la neve non ne impedirà il passaggio; per proteggere quest'ultimo, secondo lui, l'Italia deve poter disporre di una riserva, temporanea, in attesa della riorganizzazione della II Armata.
A questo punto, Franklin-Bouillon chiede quanto ci vorrà per riorganizzarla e Porro risponde che è difficile prevederlo e che si potrebbero ricavare 15 divisioni se non ci fosse un attacco all'altopiano di Asiago; per questo, secondo lui, servono 15 divisioni alleate. Alla domanda di Lloyd George, che chiede dove si trovano le truppe della II Armata, Porro risponde che sono dietro Padova, aggiungendo che dei possibili rinforzi tedeschi, scendendo da Asiago, potrebbero aggirare il Piave. Robertson, allora, soggiunge che gli italiani avevano affermato che la neve, ad Asiago, cadeva in ottobre, ma Porro risponde che, talvolta, non vi cade prima di dicembre; Lloyd George interviene sostenendo che, in agosto, gli italiani avevano sostenuto l'impossibilità di manovrare oltre il 15 ottobre, mentre gli austro-tedeschi hanno cominciato il loro attacco il 24. Porro sostiene che ciò non si riferiva al Trentino, dove comunque ci sono poche linee da sfondare e, in risposta all'insistenza di Lloyd George, replica che a Londra si parlò di un'offensiva nel Carso, non ad Asiago. Sonnino afferma che le parole di Londra appartengono al passato e che bisogna pensare al presente, ma Lloyd George insiste sul fatto che a chiedere quindici divisioni sono coloro che prima sostenevano che un attacco non poteva essere perpetrato oltre ottobre; dopodiché, legge il resoconto della conferenza di Londra del 7 agosto, dove ciò era stato affermato. Sonnino, sviando la conversazione, afferma che i tedeschi si sono molto avvicinati al fronte italiano dalla parte di Merano e Bolzano e che, con tempo favorevole, potrebbero discendere senza che gli italiani possano opporre loro delle riserve; Lloyd George chiede da quando si conosce la concentrazione delle truppe tedesche a Merano e Porro risponde che l'ultima conferma è arrivata il 4 novembre; Franklin-Bouillon chiede quando si pensa che i nemici possano attaccare sul Piave e Porro risponde che non potranno prima di tre settimane e, per far le cose in grande, almeno due mesi, quando arriveranno loro le artiglierie pesanti; all'affermazione di Foch, secondo il quale non sono stati distrutti tutti i ponti, Porro risponde che ne è rimasto integro solo uno sul Tagliamento, saltato solo per 20 metri; Franklin-Bouillon chiede se è stata distrutta la ferrovia di Udine, ma Porro replica che si è fatto quanto si è potuto, osservando che la ferrovia di Udine è rimasta.
Orlando, riassumendo, conclude che, con l'aiuto francese, il fronte del Trentino e delle Giudicarie può essere tenuto, ma che nessuno dice che una divisione sia di troppo; infine ribadisce che ciò che manca è una riserva che possa difendere Asiago, bersaglio appetibile per i tedeschi, e chiede agli inglesi se, per difendere i fini che stanno loro a cuore, bastino 4 divisioni; Sonnino conferma queste constatazioni; Lloyd George chiede dove sarebbero messe le divisioni inglesi e Porro gli risponde che andrebbero dalla parte di Treviso, non sul Piave. Robertson soggiunge che sta discutendo di questo con Cadorna e Lloyd George sostiene la necessità che i francesi discutano con gli inglesi riguardo ai rinforzi; prima, però, essi pongono alcune domande riguardanti principalmente i cannoni catturati dai nemici durante la battaglia di Caporetto; alla fine risulta che la situazione italiana è molto grave, visto che l'inferiorità italiana è notevole: infatti, secondo Porro, i nemici hanno il doppio degli uomini e il doppio delle artiglierie, in gran parte pesanti. La riunione viene sospesa alle 18:00 per permettere agli anglo-francesi di consultarsi.
Sera
Alle 19:00 il convegno riprende: Lloyd George, affermando che la situazione è più grave di quanto lui e i francesi non credessero, sostiene che nessun successo in Francia potrebbe compensare un disastro in Italia e con lui concordano Orlando e Painlevé; pertanto è necessario fare tutto il possibile per evitare il peggio e non vuole assolutamente mercanteggiare sulla questione di una divisione o di una batteria, visto che si tratta di salvare l'alleanza; dichiarando che, purtroppo, pensa che i dati pessimistici di Porro siano i più veritieri, Lloyd George si dichiara favorevole all'istituzione di un Comitato militare permanente interalleato, nel quale saranno rappresentati gli Alleati da Foch (Francia), Wilson (Inghilterra) e Cadorna (Italia); poi, però, George continua a dichiararsi limitato dal fatto che esistano solo due ferrovie, ma afferma di avere fiducia nell'Italia e conclude ricordando che gli interessi italiani sono anche quelli dei suoi Alleati. Painlevé decide di parlare personalmente per ribadire che il pensiero francese coincide con quello inglese, ribadendo la sua fiducia nel valore italiano. Orlando, dopo aver ringraziato gli Alleati per le loro belle parole, concorda sulla formazione di un Consiglio di guerra interalleato e propone di agire con la massima rapidità.
Porro, a questo punto, propone di far avanzare le divisioni inglesi, ma Franklin-Bouillon propone di discuterne in seguito; Orlando conclude proponendo che Cadorna entri subito a far parte del Comitato, favorendone le investigazioni, e Lloyd George sostiene che si potrebbe redigere una specie di protocollo che gli serva come ragguaglio circa la situazione attuale, dando poi lettura di un rapporto preparato da Hankey in proposito. Alla domanda di Orlando, che chiede se non si dovrebbe prima creare formalmente il Comitato e poi dargli delle istruzioni, Franklin-Bouillon afferma che, visto che tutti e tre gli Stati intervenuti hanno manifestato il loro accordo sulla formazione di quest'ultimo, ciò non è strettamente necessario. A questo punto la seduta è tolta.

### 7 novembre
Mattino

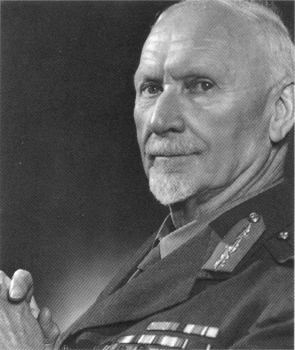
Jan Smuts

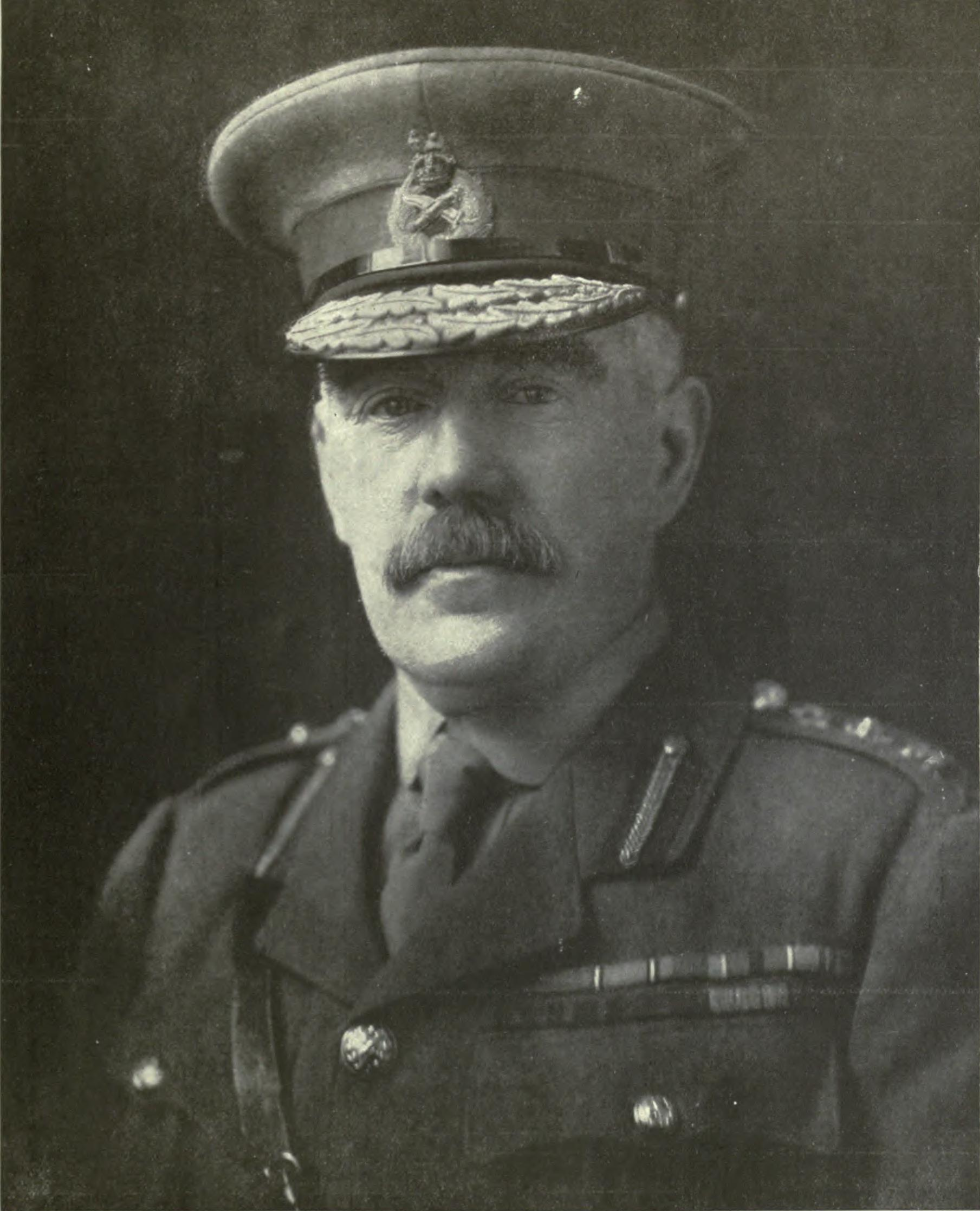
William Robertson

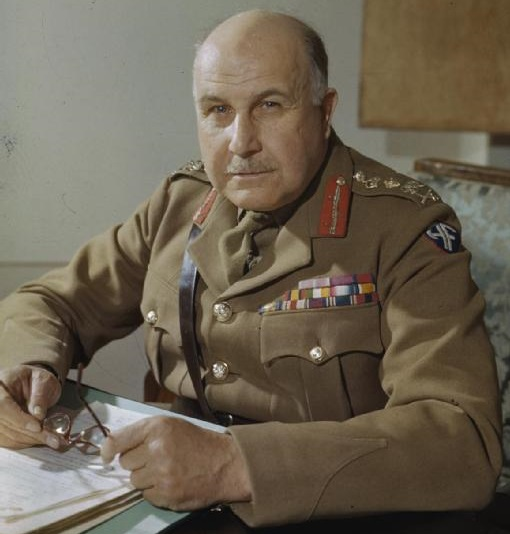
Henry Maitland Wilson

Alle 11:00 il convegno ha inizio: Painlevé apre descrivendo la struttura del futuro Consiglio supremo di guerra alleato, che avrà sede a Parigi, sarà costituito da due membri per ognuno dei tre Stati alleati e sarà "organo d'informazione, di studio, di proposte"; conclude dicendo che inglesi e francesi sono già d'accordo anche sui particolari presenti nella bozza. Orlando risponde di essere totalmente d'accordo sull'idea generale e, di massima, anche sui particolari.
Si passa a esaminare i singoli articoli della bozza. Sonnino sostiene che l'articolo I lascia alla Russia la possibilità di intervenire e solleva il dubbio su quanto ce ne si possa fidare; Orlando propone di escludere la Russia, visto che il Comitato riguarda solo il fronte occidentale. Lloyd George insinua che sarebbe pericoloso escludere la Russia dal Comitato; propone di modificare l'articolo con "poiché la situazione sviluppatasi sul fronte occidentale in Europa rende necessaria la creazione di un Consiglio supremo …". Franklin-Bouillon propone di non includere questa appendice nel testo dell'articolo, ma di mandarla separatamente alla Russia in via diplomatica. Barrère insiste sull'impossibilità che la Russia mandi a Parigi il suo Primo ministro o il ministro degli Esteri, mentre Foch propone di giustificarsi con la necessità di unità di azione sul fronte occidentale; Lloyd George, concordando con la proposta di Foch, espone nuovamente la modifica che precedentemente aveva sostenuto.
Smuts propone di specificare con "la situazione in Italia", ma Sonnino ribatte che ciò non sarebbe gradito agli italiani e propone invece di usare un "in vista di meglio coordinare l'azione militare sul fronte occidentale". Smuts, riprendendo, ricorda che la Russia, se offesa, potrebbe avere una buona giustificazione per uscire dall'alleanza, per cui propone di aggiungere la frase "si spera di allargarne il compito", ma la proposta è contestata da Franklin-Bouillon; Smuts prova una terza volta, proponendo di iniziare con "vista la situazione stabilitasi sul fronte occidentale, la quale richiede che …", ma stavolta è Foch a intervenire, sostenendo che non vede l'utilità di riferirsi al passato e concordando con la proposta di Sonnino; visto che Smuts continua a sostenere la formula da lui auspicata, Orlando ricorda che non bisognerebbe citare la situazione italiana, perché ciò potrebbe restringere il compito del Consiglio.
A questo punto Lloyd George ricorda che i russi non sono meno sensibili degli italiani e che bisogna evitare di offenderli; Sonnino concorda, affermando di volere solo una Russia che combatta; Franklin-Bouillon torna alla proposta di inviare questa postilla separatamente alla Russia, ma Lloyd George afferma che ciò è pericoloso e propone di aggiungere che "è prevista l'estensione degli scopi del Consiglio ad altre fronti"; Sonnino afferma che ciò potrebbe dare adito ai desideri dei piccoli Stati, ma Painlevé ricorda che nel regolamento si parla soltanto di grandi Potenze. Franklin-Bouillon sostiene che i russi protesteranno, ma Lloyd George ribatte che si risponderà di inviare il loro Primo ministro o un rappresentante militare. Si susseguono altre proposte di Orlando e Smuts; alla fine viene approvata l'ultima formula data da Smuts, cioè "l'estensione degli scopi del Consiglio ad altre fronti è riservata ad una discussione con le altre Potenze". L'articolo I, alla fine, è così redatto:
All'articolo V Lloyd George afferma che sarebbe opportuno stabilire che il rappresentante militare del governo al Comitato militare permanente non abbia altre funzioni di Stato Maggiore. Barrère si dichiara contrario, mentre Franklin-Bouillon è favorevole; Orlando, sostenuto da Painlevé, ma osteggiato da Sonnino, propone che l'accordo su questo rimanga orale; alla fine, su proposta di Painlevé, viene approvato di aggiungere un "le cui funzioni esclusive saranno quelle di agire come tecnico del Consiglio."
All'articolo VIII Lloyd George obietta che, anche se Parigi è geograficamente il punto più adatto come sede del Consiglio, bisognerebbe che il Comitato sembrasse veramente interalleato, e propone che quindi la sede sia posta a Chantilly o a Versailles; Painlevé sostiene che ciò porterà degli inconvenienti tecnici e Franklin-Bouillon lo sostiene, ma Lloyd George insiste nella sua opinione, sostenendo che se esiste un sospetto sull'indipendenza di un organo, c'è il rischio che esso non sia veramente indipendente, e viene sostenuto da Sonnino e da Wilson, ma Franklin-Bouillon e Painlevé restano della loro opinione. L'assemblea viene sospesa per il pranzo.
Pomeriggio
Alle 17:30 il convegno riprende: Lloyd George, affermando di aver conferito con gli altri membri della missione britannica, insiste perché la sede del Consiglio non sia Parigi, ma Versailles; Painlevé, pur non essendo intimamente convinto, accetta la proposta e Franklin-Bouillon concorda.
Dopodiché viene distribuito il testo dello statuto del Consiglio militare interalleato, in otto articoli, che viene approvato; Sonnino poi legge il testo con le istruzioni da darsi al Consiglio riguardo alla situazione italiana e anch'esso viene approvato. Franklin-Bouillon chiede quali classi abbia già mobilitato l'Italia: Sonnino risponde che sono già state chiamate tutte le classi dal 1874 al 1899 e che è stata anticipata la chiamata della classe 1900, per un totale di tre milioni di persone sotto le armi. Alla fine Lloyd George chiede a Robertson se abbia notizie riguardanti Salonicco, ma quest'ultimo risponde che, per le informazioni, loro dipendono dal generale Sarrail; su proposta di Lloyd George, approvata da Sonnino e Painlevé, si inserisce nel verbale che "il Consiglio intende occuparsi di tutte le campagne che gli alleati, in esso rappresentati, fanno in comune". Per concludere, Sonnino legge il comunicato da dare all'agenzia Stefani riguardo all'intera conferenza e quest'ultimo viene approvato; dopodiché, l'assemblea viene definitivamente conclusa.

## Commemorazione
Al termine della guerra, a ricordo della storica conferenza, il Comune di Rapallo posò all'esterno del palazzo municipale una targa con la seguente dicitura:
La lapide venne poi distrutta nel settembre del 1922 dalle squadre fasciste e solo nel 1967 venne riposizionato un altro marmo, a ricordo del convegno e dei due trattati di pace del 1920 e del 1922.